# Seznam slovenskih plavalcev
Seznam slovenskih plavalcev.

## A
- Aleš Aberšek
- Anže Ajlec
- Darja Alauf
- Gregor Aleš - Kefe
- Aleksander Ambrož
- Jani Artič
- Alenka Artnik
- Marija Auersperg
- Olga Avbelj

## B
- Lavra Babič
- Jon Bančič
- Žiga Babošek
- Martin Bau
- Borut Bernat
- Barbara Bezjak
- Urša Bežan Petrič
- Ana Bjelajac
- Tanja Blatnik
- Špela Bohinc
- Janja Borec
- Sašo Boškan
- Krešo Božikov
- Zorka Bradač
- Olja Bregar?
- Vesna (Zgomba) Breskvar
- (Brane Breznikar)
- Eva Breznikar
- Vlado Brinovec
- Robi Brglez
- Petra Brodnik
- Jana Brumec
- Božidar Bučar
- Jure Bučar
- Darinka Bunjevac
- Janez Burkeljca
- Peter Burkeljca

## C
- Tone Cerer
- Žiga Cerkovnik
- Nina Cesar
- Marica Cimperman?
- Elvis Cirikovič
- Boža Cizelj
- Miran Cizelj
- Štefan Cvetko

## Č
- Anja Čarman
- Tina Čelik
- Vlado Čermak - Coach
- Angelca Černe
- Roko Čoko
- Drago Čuden

## D
- Tanja Dereani
- Tomo Dereani
- Urban Dermastia
- Tina Dobovšek
- Domen Dornik
- Danilo Dougan?
- Nina Drolc
- Damir Dugonjič

## Đ
- Darko Đurić (para-plavalec)

## E
- Denis Erlah

## F
- Dejan Fabčič (para-plavalec)
- Katja Fain
- Matej Feguš
- Anže Ferš Eržen
- Vincent Filipič
- Barbara Fischinger
- Dušan in Iztok Fister
- Petra Florjančič
- Barbara Fortuna
- Jure Fortuna
- Ervin Fritsch
- Katja Funkl
- Arne Furlan Štular
- Miran Fux

## G
- Stojan Gala
- Brigita Galičič
- Jernej Godec
- Sašo Godec
- Tanja Godina
- Gabriela Golob
- Pika Gomboc
- Robert Gorše
- Andrej Goršič.
- Nastja Govejšek
- Ivan Govše
- Klemen Grabljevec
- Simona Gregorčič
- Branka Grozina
- Robert Grubišič - Čabo

## H
- Katja Hajdinjak
- Vlado Hanžekovič
- Ana Horvat
- Petra Hren

## I
- Sara Isakovič

## J
- Jože Jamnik
- Uroš Jedlovčnik
- Jernej Jemec
- Matjaž Jemec
- Boris Jenko
- Samo Jeranko (tudi potapljač)
- Lenčka Junc (r. Modic)
- Gregor Jurak
- Nejc Jurjevčič

## K
- Zala Kalan
- Kurt Kancler
- Boris Kandare
- Janko Kaplan
- Jernej Kapus
- Venceslav Kapus
- Nika Karlina
- Vida Kavčič
- (Ivo Kavšek)
- Alenka Kejžar
- Nataša Kejžar
- Rok Kerin
- Dušan Kit
- Gregor Kit
- Marija Kit Juvančič
- Neža Klančar
- Anja Klinar
- Alen Kobilica
- Janez Kocmur
- Primož Kocmur
- Nataša Kocmut
- Barbka Koncilja
- Blaž Korošec
- Marta Kos
- Miha Kos
- Aleksander Kostanjšek
- Rudi Košorok
- Aleks Koštomaj
- Nika Kozamernik
- Matjaž Koželj
- Gregor Kravos
- Miro Kregar?
- Borjana Kremžar
- Erik Krisch
- Mojca Kristan
- Aleksandra Kučej
- Andro Kuljiš
- Judita Kunčič Mandelc?
- Barbara Kuret
- Barbara Kus
- Marko Kostelec

## L
- Nada Lampret Souvan
- Lovro Lančič
- Stanko Lapajne?
- Mirko Lebar
- Tone Leskovec
- Vid Likavec
- Tone, Polona in Sandi Lileg
- Tina Luis
- Anita Lulić
- Hrvoje Lušič
- Jelena Lušič

## M
- Helena Maher
- Tomaž Maher
- Igor Majcen
- Nace Majcen
- Domen Majhen - Domzi
- Judita Mandelc Kunčič
- Peter Mankoč
- Neža Marčun
- Tim Markič
- Matjaž Markič
- Igor Markovič
- Matej Markovič
- Tina Marn
- Žiga Martinčič
- Blaž Medvešek
- (Matija Medvešek)
- Žiga Mejač
- Jernej Mencinger
- Tina Meža
- Otmar Mihalek
- Gregor Miklič
- Andrej Miksić
- Marko Milenkovič
- Tamara Miler
- Maruša Mlinar
- Tomaž Mulej

## N
- Nataša Nakrst?
- Marjan Naraglav
- Boris Novak (plavalec)
- Zoran Novak
- Maja Novakovič

## O
- Janez Oberštar
- Mojca Ocvirk
- Tjaša Oder
- Aljaž Ojsteršek
- Peter Osterc

## P
- Boni Pajntar (-Plut)
- Tilka Paljk (Zambija)
- Tina Pandža
- Pamela Pate
- Igor Pauletič
- Danijel Pavlinec
- Jernej Pavšič
- Janez Pelc
- Ciril Pelhan
- Matjaž Pernat
- Špela Perše
- Andrej Petrič?
- Borut Petrič
- Darjan Petrič
- Drago Petrič
- Jan Karel Petrič
- (Roni Pikec)
- Tjaša Pintar
- Dušan Pipenbacher
- Andrej Pirc
- Gregor (Grega) Plevelj
- Lojze Poljanšek.
- Darja Pop
- Rebeka Porenta
- (Miha Potočnik)
- Vesna Praprotnik
- Maja Prebil
- Jožica in Marija Prekuh
- Jan Prešeren
- Lidija Prešern (r. Košenina)
- Mitja Prešern
- Saša Prešern
- Jože Prislan
- Pia Prosen

## R
- Sara Račnik
- Branko Ravnak
- Franc Ravnik
- Ivo Ravnik
- Jože Rebec?
- Špela Rebolj
- Urška Roš
- Nada Rotovnik Kozjek?
- Anja Rugelj
- Gašper Rugelj

## S
- Mojca Sagmeister
- Tamara Sambrailo
- Anja Sedlar
- Hana Sekuti
- Stane Seunig
- Igor Sever
- Mara in Zlata Sever
- (Bronislav Skaberne)
- Staš Slabe
- (Miloš Sladoje)
- Urška Slapšak, zdaj Potočnik
- Nataša Sojar
- Maja Sovinek
- Nina Sovinek
- Metka Sparavec
- Ana Stankovič
- Barbara Stante
- Peter John Stevens
- Gojko Stojkovič?
- Martin Strel

## Š
- Ivo Šaplja
- Maja Šarac
- Janja Šegel
- Primož Šenica Pavletič
- Mateja Šimic
- Ivko Šink ?
- Mateja Škraba
- Gorazd Škabar
- Iztok Škabar
- Tanja Šmid
- Lotos Vincenc Šparovec
- Jaka Štiglic
- Boro Štrumbelj
- Anton Šulc
- Tina Šulc
- Lidija Švarc

## T
- Emil Tahirovič
- Anže Tavčar
- Sonja Tominšek
- Uroš Tomšič
- Zlata Trtnik
- Luka Turk
- Mira Turk Škraba
- Daša Tušek

## U
- Matko Ulčar

## V
- Nina Vakselj
- Gaja Valant
- Bruno Vavpotič
- Rok Vegelj
- Manja Veldin
- Luka Velikonja
- Igor Vidmar
- Urša Vidmar
- Draško Vilfan
- Janez Virant
- Boris Volčanšek (hrv.)
- Robi Vovk
- Tara Vovk
- Tjaša Vozel
- Danijel Vrhovšek
- Martin Vrhovšek
- Luka Vrtovec
- Žiga Vurkeljc

## T
- Anže Tavčar
- Zlata Trtnik

## W
- Iva Wolfart

## Z
- Jelena Zahirovič
- Simona Zavratnik
- Bojan Zdešar
- Eva Zemljič
- Milan Zgomba
- Branko Ziherl
- Nejc Zupan
- Teja Zupan

## Ž
- Robert (Robi) Žbogar
- Tomaž Železnik
- Matic Žugelj